# Brachynomada margaretae
Brachynomada margaretae là một loài Hymenoptera trong họ Apidae. Loài này được Rozen mô tả khoa học năm 1994.